# Wahlen zum Senat der Vereinigten Staaten 1976
Die Wahlen zum Senat der Vereinigten Staaten 1976 zum 95. Kongress der Vereinigten Staaten fanden am 2. November statt. Sie war Teil der Wahlen in den Vereinigten Staaten an diesem Tag und fielen mit der Präsidentschaftswahl zusammen, in der Jimmy Carter als Nachfolger von Präsident Gerald Ford gewählt wurde.
Zur Wahl standen die 33 Sitze der Klasse I, Nachwahlen für vorzeitig aus dem Amt geschiedene Senatoren fanden keine statt. 21 dieser Senatoren gehörten der Demokratischen Partei an, 10 den Republikanern, einer der Konservativen Partei des Staates New York, einer war parteiunabhängig. 16 Amtsinhaber wurden wiedergewählt, 12 Demokraten, 3 Republikaner und der Unabhängige Harry F. Byrd junior. Insgesamt konnten die Demokraten ihre Mehrheit von 61 Sitzen verteidigen, die Republikaner konnten einen Sitz hinzugewinnen. Der bisherige konservative Senator James L. Buckley verlor seinen Sitz trotz Unterstützung durch die Republikaner.
Zu Veränderungen nach der Wahl siehe auch Liste der Mitglieder des Senats im 95. Kongress der Vereinigten Staaten.

## Ergebnisse
| Staat         | Amtierender Senator  | Partei        | Ergebnis                   | Neuer Senator           |
| ------------- | -------------------- | ------------- | -------------------------- | ----------------------- |
| Arizona       | Paul Jones Fannin    | Republikaner  | Zugewinn Demokraten        | Dennis DeConcini        |
| Connecticut   | Lowell P. Weicker    | Republikaner  | wiedergewählt              | Lowell P. Weicker       |
| Delaware      | William V. Roth      | Republikaner  | wiedergewählt              | William V. Roth         |
| Florida       | Lawton Chiles        | Demokrat      | wiedergewählt              | Lawton Chiles           |
| Hawaii        | Hiram Fong           | Republikaner  | Zugewinn Demokraten        | Spark Matsunaga         |
| Indiana       | Vance Hartke         | Demokrat      | Zugewinn Republikaner      | Richard Lugar           |
| Kalifornien   | John V. Tunney       | Demokrat      | Zugewinn Republikaner      | Samuel I. Hayakawa      |
| Maine         | Edmund Muskie        | Demokrat      | wiedergewählt              | Edmund Muskie           |
| Maryland      | John Glenn Beall     | Republikaner  | Zugewinn Demokraten        | Paul Sarbanes           |
| Massachusetts | Edward Kennedy       | Demokrat      | wiedergewählt              | Edward Kennedy          |
| Michigan      | Philip Hart          | Demokrat      | von Demokraten gehalten    | Donald W. Riegle        |
| Minnesota     | Hubert H. Humphrey   | Demokrat      | wiedergewählt              | Hubert H. Humphrey      |
| Mississippi   | John C. Stennis      | Demokrat      | wiedergewählt              | John C. Stennis         |
| Missouri      | Stuart Symington     | Demokrat      | Zugewinn Republikaner      | John Danforth           |
| Montana       | Mike Mansfield       | Demokrat      | von Demokraten gehalten    | John Melcher            |
| Nebraska      | Roman Hruska         | Republikaner  | Zugewinn Demokraten        | Edward Zorinsky         |
| Nevada        | Howard Cannon        | Demokrat      | wiedergewählt              | Howard Cannon           |
| New Jersey    | Harrison A. Williams | Demokrat      | wiedergewählt              | Harrison A. Williams    |
| New Mexico    | Joseph Montoya       | Demokrat      | Zugewinn Republikaner      | Harrison Schmitt        |
| New York      | James L. Buckley     | Konservativer | Zugewinn Demokraten        | Daniel Patrick Moynihan |
| North Dakota  | Quentin N. Burdick   | Demokrat      | wiedergewählt              | Quentin N. Burdick      |
| Ohio          | Robert Taft          | Republikaner  | Zugewinn Demokraten        | Howard Metzenbaum       |
| Pennsylvania  | Hugh Scott           | Republikaner  | von Republikanern gehalten | John Heinz              |
| Rhode Island  | John O. Pastore      | Demokrat      | Zugewinn Republikaner      | John Chafee             |
| Tennessee     | Bill Brock           | Republikaner  | Zugewinn Demokraten        | Jim Sasser              |
| Texas         | Lloyd Bentsen        | Demokrat      | wiedergewählt              | Lloyd Bentsen           |
| Utah          | Frank Moss           | Demokrat      | Zugewinn Republikaner      | Orrin Hatch             |
| Vermont       | Robert Stafford      | Republikaner  | wiedergewählt              | Robert Stafford         |
| Virginia      | Harry F. Byrd        | Unabhängiger  | wiedergewählt              | Harry F. Byrd           |
| Washington    | Henry M. Jackson     | Demokrat      | wiedergewählt              | Henry M. Jackson        |
| West Virginia | Robert Byrd          | Demokrat      | wiedergewählt              | Robert Byrd             |
| Wisconsin     | William Proxmire     | Demokrat      | wiedergewählt              | William Proxmire        |
| Wyoming       | Gale W. McGee        | Demokrat      | Zugewinn Republikaner      | Malcolm Wallop          |

- wiedergewählt: ein gewählter Amtsinhaber wurde wiedergewählt.